# Acusação federal de Donald Trump (caso de documentos classificados)
United States of America v. Donald J. Trump, Waltine Nauta e Carlos De Oliveira (em português, Estados Unidos da América contra Donald J. Trump, Waltine Nauta e Carlos de Oliveira) é um caso criminal federal pendente contra Donald Trump, o 45º presidente dos Estados Unidos, seu assessor pessoal e mordomo Walt Nauta, e Carlos De Oliveira, chefe de manutenção de Mar-a-Lago. A acusação do grande júri traz 40 acusações criminais contra Trump relacionadas à alegada má gestão de documentos classificados após seu mandato presidencial, às quais ele se declarou inocente. O caso marca a primeira acusação federal contra um ex-presidente dos EUA.
Em 8 de junho de 2023, a acusação original com 37 acusações contra Trump foi apresentada no tribunal federal do distrito em Miami pelo escritório da investigação especial do procurador Smith. Em 27 de julho, uma acusação adicional trouxe três acusações contra Trump.
Trump é acusado separadamente por cada um dos 32 documentos sob a Lei de Espionagem. As outras oito acusações contra ele incluem fazer declarações falsas e conspirar para obstruir a justiça.
Trump foi indiciado em 13 de junho, Nauta em 12 de julho, e ambos foram indiciados por acusações adicionais em 10 de agosto. Eles se declararam inocentes de todas as acusações. A data de indiciamento de Carlos De Oliveira está marcada para 15 de agosto. O juiz agendou uma audiência pré-julgamento para 14 de maio de 2024 e o julgamento para 20 de maio de 2024.

## Antecedentes sobre a gestão de registros de Trump
De acordo com a Lei de Registros Presidenciais, os documentos presidenciais devem ser transferidos para os Arquivos Nacionais e Administração de Documentos (NARA, na sigla em inglês) até o final do mandato de um presidente. O mandato de Trump terminou em janeiro de 2021. Em maio de 2021, a NARA tomou conhecimento da falta de documentos da Administração Trump e iniciou um esforço para recuperar documentos indevidamente levados para as residências de Trump no Mar-a-Lago e no The Bedminster Club. Posteriormente, o FBI obteve evidências de que Trump estava pessoalmente envolvido na retirada dos documentos.
Sala de armazenamento com caixas de documentos no Mar-a-Lago Após exigir repetidamente a devolução dos documentos à equipe de Trump e alertá-los sobre a possibilidade de encaminhamento ao Departamento de Justiça, a NARA recuperou 15 caixas de documentos em janeiro de 2022. A NARA descobriu que as caixas continham material classificado e notificou o Departamento de Justiça em 9 de fevereiro de 2022. Isso levou o FBI a iniciar uma investigação sobre a maneira como Trump lidou com documentos governamentais em 30 de março de 2022. Em maio de 2022, um grande júri emitiu uma intimação para quaisquer documentos restantes em posse de Trump, e ele certificou que estava devolvendo todos os documentos restantes em 3 de junho de 2022. O FBI então obteve evidências de que Trump não havia cumprido a intimação e ainda possuía documentos adicionais, e que ele havia intencionalmente movido documentos para ocultá-los de seus advogados e do FBI após a emissão da intimação.
Isso levou à busca do FBI no Mar-a-Lago em 8 de agosto de 2022, na qual o FBI recuperou mais de 13.000 documentos governamentais, mais de 300 dos quais eram classificados, sendo alguns relacionados a segredos de defesa nacional abrangidos pela Lei de Espionagem. O processo civil Trump v. Estados Unidos surgiu da busca, o que levou brevemente à nomeação de um mestre especial para revisar os materiais apreendidos antes que a nomeação fosse revogada.
Em novembro de 2022, a investigação do FBI foi assumida por uma investigação do conselheiro especial, sob a direção de Jack Smith, que foi nomeado pelo Procurador-Geral Merrick Garland. Um segundo caso civil permitiu que a investigação Smith fizesse uso da exceção de crime-fraude ao privilégio advogado-cliente para acessar certas evidências no caso.

## Procedimentos

### Acusação original

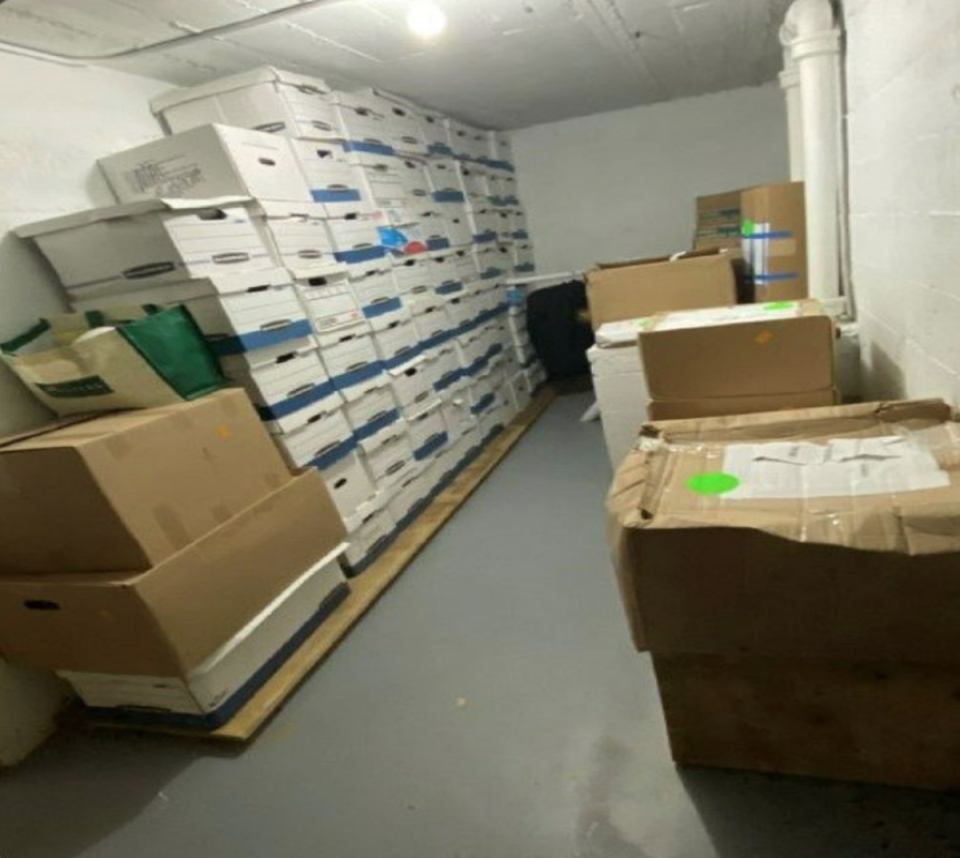
Sala de armazenamento com caixas de documentos em Mar-a-Lago.

O grande júri apresentou a acusação sob sigilo em 8 de junho de 2023. A acusação foi revelada no dia seguinte, e o conselheiro especial Jack Smith fez uma breve declaração enfatizando a gravidade das acusações, presumindo a inocência dos acusados e declarando que seu escritório buscaria um julgamento rápido. No tribunal onde Trump foi indiciado, agendar um julgamento dentro de 70 dias após uma acusação criminal normalmente seria considerado "rápido", mas a Lei de Procedimentos de Informação Classificada se aplica ao caso dele, e esses procedimentos obrigatórios podem levar mais tempo.
As suas 37 acusações contra Trump e 6 contra Walt Nauta incluem a retenção voluntária de informações de defesa nacional em violação à Lei de Espionagem, fazer declarações falsas, obstrução da justiça e conspiração.
Trump (37 acusações):
- 31 acusações de reter e não entregar documentos de defesa nacional sob a Lei de Espionagem.

Cada uma dessas acusações é referente à posse de um documento específico e separado. Dez desses documentos foram entregues ao governo em junho de 2022, e os outros 21 foram recuperados na busca de agosto de 2022. De acordo com a acusação, os 31 documentos descrevem armas nucleares dos EUA; ataques militares estrangeiros, planos, capacidades e efeitos sobre os interesses dos EUA; capacidades nucleares estrangeiras; apoio estrangeiro a atividades terroristas; comunicações com líderes estrangeiros; atividades militares dos EUA; e resumos diários de inteligência estrangeira na Casa Branca.
- 5 acusações relacionadas à conspiração para obstrução da justiça e retenção de documentos e registros.[18]
- 1 acusação de declarações falsas.

Nauta (6 acusações):
- 5 acusações relacionadas à conspiração para obstrução da justiça e retenção de documentos e registros.[18]
- 1 acusação de declarações falsas.

A acusação alegou que os documentos classificados retidos por Trump incluíam informações sobre as capacidades de defesa e armas tanto dos Estados Unidos quanto de países estrangeiros, programas nucleares dos Estados Unidos, vulnerabilidades potenciais dos Estados Unidos e de seus aliados a ataques militares e planos de possíveis retaliações em resposta a um ataque estrangeiro.

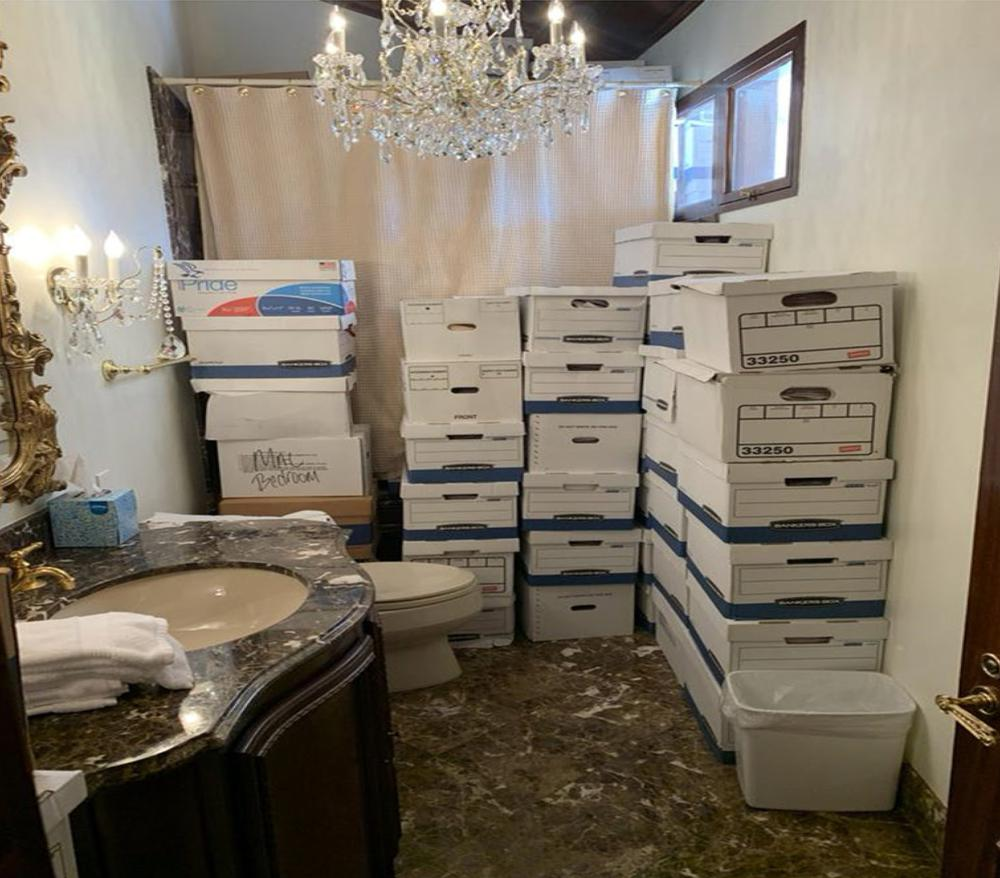
Caixas de documentos encontradas em um banheiro de Mar-a-Lago pelo FBI.

Caixas de documentos encontradas em um banheiro do Mar-a-Lago pelo FBI A acusação incluiu fotografias mostrando caixas contendo informações classificadas em "uma sala de festas, um banheiro e chuveiro, um espaço de escritório, seu quarto e uma sala de armazenamento" na residência de Trump na Flórida. Ela incluiu transcrições de uma gravação de áudio que, segundo diz, mostra Trump exibindo um plano de ataque militar classificado dos EUA (o nome do país-alvo está omitido) a um editor de livros, escritor e dois membros da equipe em julho de 2021, enquanto dizia que não podia desclassificar o documento. Relatos de notícias disseram que o país-alvo era o Irã, e Trump estava mostrando isso no contexto de reclamar que o General Mark Milley, Presidente do Estado-Maior Conjunto, o havia retratado injustamente para a mídia. A acusação também alegou que no outono de 2021, Trump mostrou um mapa militar classificado a um representante de seu comitê de ação política (posteriormente identificado na imprensa como Susie Wiles, CEO de seu comitê de ação política Save America), que não tinha autorização de segurança, e que ele agiu para manter documentos classificados que ele sabia que não podia possuir porque haviam sido intimados.

### Informações de Yuscil Taveras
Pouco depois da acusação original de Trump e Nauta em junho, uma carta-alvo foi enviada a Yuscil Taveras, o diretor de tecnologia da informação em Mar-a-Lago, que supervisiona as câmeras de vigilância. Inicialmente, Taveras foi representado pelo advogado Stanley Woodward, cujas taxas legais foram pagas pelo Save America PAC de Trump para representar Taveras e vários aliados de Trump. Enquanto representado por Woodward, Taveras prestou depoimento ao grande júri. Em 5 de julho, após ser informado de que Woodward poderia ter um conflito de interesse, Taveras notificou o tribunal de que desejava dispensar Woodward como seu advogado e mudar para um defensor público. Taveras então retratou seu depoimento anterior e forneceu novas informações sobre um plano para apagar vídeos de vigilância na propriedade da Flórida que implicavam Trump e outros. Isso levou a uma acusação substituta na qual Taveras não foi acusado. Ele concordou em testemunhar a favor da acusação.

### Substituição da acusação
Em 27 de julho, um indiciamento suplementar foi apresentado, acusando um novo réu, Carlos De Oliveira, chefe de manutenção do Mar-a-Lago, e adicionando novas acusações para Trump e Nauta. No novo indiciamento, todos os três réus enfrentam duas acusações relacionadas à tentativa de apagar as filmagens de vigilância:
- "Alterar, destruir, mutilar ou ocultar um objeto" (Título 18 USC Seções 1512(b)(2)(B) e 2)
- "Corromper, alterar, destruir, mutilar ou ocultar um documento, registro ou outro objeto" (Título 18 USC Seções 1512(c)(1) e 2)

No novo indiciamento, Trump também enfrenta uma acusação adicional de retenção voluntária de informações de defesa nacional sob a Lei de Espionagem. O 32º documento é o documento sobre o Irã ao qual ele se referiu na conversa de julho de 2021. A acusação diz que ele o possuía até 17 de janeiro de 2022, então pode ter estado entre as 15 caixas de material que ele entregou voluntariamente à NARA naquele mês (antes das intimações e busca).
Acusar Trump com essas três novas acusações eleva o número total de acusações para 40.

### Atribuição do juiz distrital
A juíza federal Aileen Cannon, que foi nomeada para o cargo por Trump em 2020, foi aleatoriamente designada para presidir o caso. Anteriormente, Cannon proferiu decisões sem precedentes favoráveis a Trump em 2022, que temporariamente interromperam as investigações do FBI e do conselho especial. As decisões foram criticadas por estudiosos do direito, e um painel do conservador Tribunal de Apelações dos Estados Unidos para o Décimo Primeiro Circuito anulou essas decisões por unanimidade, escrevendo: "Não podemos estabelecer uma regra que permita que qualquer indivíduo alvo de um mandado de busca bloqueie investigações do governo após a execução do mandado. Da mesma forma, não podemos estabelecer uma regra que permita apenas a ex-presidentes fazê-lo".

### Indiciamentos
Trump chegou a Miami no dia anterior à seu indiciamento no Tribunal Federal Wilkie D. Ferguson, Jr. e jantou em seu clube de golfe em Doral com seu advogado, Christopher Kise; Nauta e seu advogado em Washington, D.C., Stanley Woodward; o ativista de direita Tom Fitton; e outros assessores.

#### Trump
No seu julgamento de 13 de junho, Trump se declarou inocente de todas as 37 acusações. Tanto Trump quanto Nauta foram liberados. Trump recebeu instruções para não falar sobre o caso com nenhuma das 84 testemunhas, incluindo Nauta, que continua sendo assistente pessoal de Trump. Todd Blanche, ex-procurador assistente dos EUA no escritório de promotores federais de Manhattan, representou Trump no julgamento e também o representa em seu processo pelo procurador do distrito de Manhattan. Os advogados de Trump, Jim Trusty e John Rowley, renunciaram no dia seguinte à acusação. No julgamento, Blanche apresentou a declaração de inocência em nome de Trump.
Trump também é representado neste caso por Lindsey Halligan, que atua como advogada local. Ela apresentou os pedidos de comparecimento pro hac vice para Evan Corcoran e James Trusty, inicialmente em 22 de agosto de 2022. Halligan foi uma das poucas advogadas de Trump presentes durante a busca do FBI, que ela descreveu como uma "grande surpresa". Ela afirmou que a subsequente acusação contra Trump é uma medida muito séria.
Em 4 de agosto, em um arquivo judicial, Trump se declarou inocente das três novas acusações. Ele informou ao tribunal que não compareceria pessoalmente ao julgamento. No julgamento de 10 de agosto, o juiz formalmente aceitou a declaração de inocência que ele havia apresentado.

#### Nauta
Em 13 de junho, Nauta compareceu ao tribunal, mas não pôde ser indiciado porque seu advogado não estava qualificado para representá-lo na Flórida. Em 6 de julho, tendo contratado um advogado na Flórida, Sasha Dadan, Nauta se declarou inocente. Em 10 de agosto, ele compareceu ao tribunal novamente e se declarou inocente das acusações adicionais.

#### De Oliveira
Em 31 de julho, De Oliveira compareceu ao tribunal e foi liberado sob fiança de US$ 100 000. Ele é representado por John Irving, cujo escritório recebeu quase US$ 200 000 do PAC "Save America" de Trump. Seu julgamento de acusação foi adiado porque ele não tinha um advogado da Flórida. Ele foi julgado em 15 de agosto e se declarou inocente.

### Procedimentos preliminares

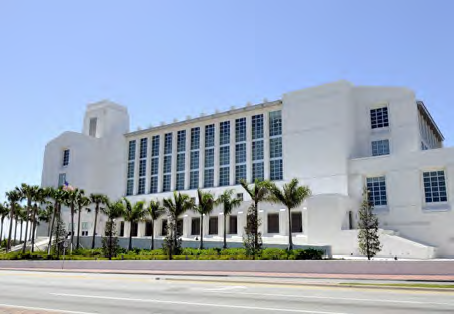
As audiências pós-acusação estão ocorrendo no Tribunal Alto Lee Adams, Sr. dos Estados Unidos em Fort Pierce, Flórida.

O julgamento envolverá procedimentos conforme a Lei de Procedimentos de Informações Classificadas. De acordo com essa lei, o governo planeja compartilhar documentos classificados relevantes para o caso com a defesa como parte da descoberta de provas. Em 19 de junho, um juiz emitiu uma ordem de proteção que restringiu Trump a visualizar os documentos relevantes sob a supervisão de seus advogados e o proibiu explicitamente de discutir publicamente as evidências, conforme solicitado pelo Departamento de Justiça três dias antes.
Até a terceira semana de junho, o governo começou a divulgar evidências não classificadas para a defesa como parte do processo de descoberta de provas. Isso inclui documentos obtidos por meio de mandados e intimações; transcrições de depoimentos de testemunhas perante o grande júri; entrevistas de testemunhas; e cópias das gravações de vídeo do Mar-a-Lago. A primeira divulgação de descobertas do governo para a defesa incluiu pelo menos 833 450 páginas de material, incluindo e-mails e outros documentos; deste conjunto, cerca de 4 500 páginas foram designadas como documentos "chave", as evidências mais cruciais.
Em 18 de julho, advogados de Trump e Nauta participaram da primeira conferência pré-julgamento. (Trump planejava ir para Iowa para um evento de campanha televisionado com Sean Hannity.) Vários dias depois, o juiz marcou outra audiência pré-julgamento para 14 de maio de 2024.
Após uma audiência em 12 de setembro (adiada a partir de 25 de agosto), Cannon proibiu Trump de comentar sobre evidências classificadas.
Anteriormente, em 2023, em um caso diferente, Cannon fechou a seleção do júri ao público, argumentando que a sala do tribunal era muito pequena, o que, segundo alguns, foi considerado um erro constitucional. O julgamento de Trump está agendado para ocorrer na mesma sala do tribunal.

### Pedido de Trump para adiar indefinidamente o julgamento
Cannon definiu uma data administrativa preliminar para o julgamento. A acusação solicitou que o julgamento começasse em 11 de dezembro de 2023 - um adiamento relativamente curto - para dar à defesa mais tempo para revisar o material de descoberta, obter autorização de segurança e lidar adequadamente com evidências classificadas. O caso poderia ser adiado vários meses além do que o governo solicitou. Os promotores informaram ao tribunal que o julgamento ainda deveria ocorrer de maneira expedita devido à sua importância e porque o caso "envolve teorias de responsabilidade diretas" e não apresenta "questões factuais inovadoras" nem questões legais "incomuns ou complexas".
Em um arquivamento em tribunal em 11 de julho de 2023, Trump e Nauta pediram ao tribunal que adiasse indefinidamente o julgamento deles. Seus advogados argumentaram que seria "desafiador" se preparar para o julgamento enquanto Trump está concorrendo à presidência, pois provavelmente ele gastaria seu "tempo e energia" na campanha, e argumentaram que seria mais difícil encontrar um júri "justo e imparcial". Em sua resposta dois dias depois, os promotores afirmaram que "o tribunal deve rejeitar o convite dos réus para adiar indefinidamente a consideração de uma data de julgamento e deve definir a seleção do júri para começar em 11 de dezembro de 2023", e argumentaram que não havia "base legal ou factual" para um atraso "indeterminado e sem fim" conforme proposto por Trump. Em 21 de julho, Cannon definiu o julgamento para começar em 20 de maio de 2024.

## Reações a acusação

### Trump
Após a acusação, Trump e seus aliados dentro do Partido Republicano intensificaram os ataques verbais ao FBI, ao Departamento de Justiça e aos promotores federais, que Trump denunciou em um discurso ao Partido Republicano da Geórgia como "covardes", "fascistas e bandidos" e "forças sinistras" dias após sua acusação.
Nos dias seguintes à sua acusação, Trump afirmou falsamente que, de acordo com a Lei de Registros Presidenciais, ele "tinha todo o direito de possuir esses documentos". Especialistas jurídicos disseram que não havia base para sua alegação de que a PRA sobrepunha a Lei de Espionagem sob a qual ele foi acusado. Ele disse: "A Lei de Espionagem foi usada para perseguir traidores e espiões. Isso não tem nada a ver com um ex-presidente legalmente mantendo seus próprios documentos", embora, apesar do nome, essa lei não se limite a alegações de espionagem. Trump também citou o chamado "caso das meias Clinton", um processo de 2010 movido pela Judicial Watch argumentando que as gravações de áudio de entrevistas dadas pelo presidente Bill Clinton durante seu mandato deveriam ser entregues à NARA, embora a organização nunca as tenha solicitado como registros presidenciais. Um juiz federal rejeitou o processo porque a Judicial Watch não tinha legitimidade para movê-lo. Trump insistiu incorretamente que Clinton havia vencido e que o tribunal reconhecera seu direito às gravações.
Em 19 de junho de 2023, Trump foi entrevistado por Bret Baier, da Fox News. Quando Baier perguntou por que ele não tinha simplesmente entregado suas caixas, Trump disse que estava preocupado que elas pudessem conter "camisas de golfe, roupas, calças, sapatos". Ele afirmou que na época sentiu: "Eu não quero entregar isso para a NARA ainda." Ele disse que não lidou com o pedido porque estava "muito ocupado". Ele também manteve que já havia "desclassificado" todos os documentos em sua posse.
Em 15 de julho de 2023, ele fez um discurso na Turning Point Action Conference, afirmando: "Quaisquer documentos que um presidente decida levar consigo, ele tem o direito absoluto e inquestionável de fazê-lo." Ele falsamente acrescentou: "Esta foi uma lei que foi aprovada e assinada."

### Republicanos
Muitos republicanos no Congresso responderam à acusação afirmando, sem evidências, que Trump estava sendo alvo de propósitos políticos por um Departamento de Justiça "weaponized" pelo presidente Joe Biden, embora um conselheiro especial independente tenha supervisionado a investigação e um grande júri tenha tomado a decisão de acusação. Aliados de Trump que se uniram em torno do ex-presidente após a acusação incluíram a liderança republicana na Câmara dos Deputados (Presidente Kevin McCarthy, Líder da Maioria Steve Scalise, Presidente da Conferência Republicana Elise Stefanik), bem como o senador J. D. Vance.
Aliados de Trump adotaram retórica violenta após a acusação, retratando a acusação como um "ato de guerra" e pedindo retaliação. Entre outros, o deputado republicano Andy Biggs, o candidato à Câmara Joe Kent, apoiado por Trump, e a ex-candidata republicana ao governo do Arizona Kari Lake fizeram alusões ao uso de violência em seus ataques à acusação federal.
A maioria dos membros da equipe de liderança republicana no Senado, incluindo o líder da minoria, Mitch McConnell, e o whip da minoria, John Thune, ficaram em silêncio sobre a acusação. O senador Mitt Romney de Utah disse em um comunicado que Trump "trouxe essas acusações sobre si mesmo ... ao se recusar a simplesmente devolvê-las quando lhe foram dadas várias oportunidades para fazê-lo". O ex-deputado federal Adam Kinzinger, crítico republicano de Trump, escreveu: "Hoje, a Justiça está sendo feita. Ninguém está acima da lei. O ex-presidente terá um julgamento justo. O ex-presidente será responsabilizado." O ex-Procurador Geral, William Barr, disse que era ridículo apresentar Trump como vítima de uma caça às bruxas: "É uma acusação muito detalhada. E é muito, muito condenatória ... Ele não é uma vítima aqui".

### Democratas
A liderança democrata de maior destaque no Congresso — o líder da maioria no Senado, Chuck Schumer, e o líder da minoria na Câmara, Hakeem Jeffries — divulgaram um comunicado pedindo tanto aos críticos quanto aos apoiadores de Trump para permitirem que o caso "prossiga de forma pacífica". O presidente Biden optou por não comentar sobre a acusação.